# James Akel

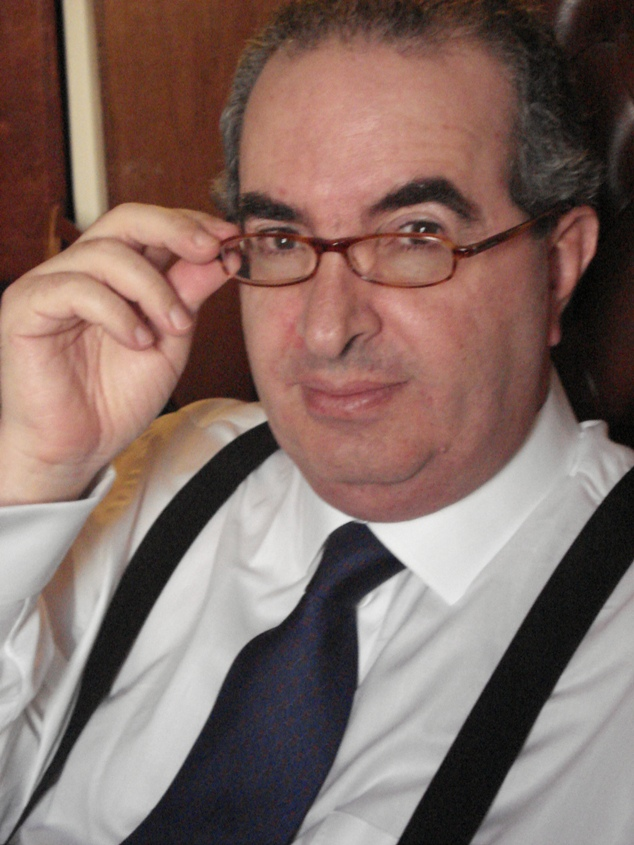
James Akel, 2007

James Akel (São Paulo, 14 de junho de 1953)  é um jornalista, produtor, comentarista político e escritor brasileiro, além de Conselheiro da Associação Brasileira de Imprensa (ABI) regional de São Paulo.

## Carreira
Neto paterno de libaneses cristãos imigrados em Haifa, apareceu pela primeira vez aos 4 anos de idade na TV Tupi, na época Canal 3, no programa Tamanho não é documento, dirigido e apresentado por Aurélio Campos, no qual durante 6 meses respondeu sobre línguas, história, geografia e outros assuntos. Tornou-se o mais jovem apresentador infantil masculino da televisão quando, aos 6 anos de idade, teve contrato de trabalho regular registrado em outubro de 1959 com a TV Paulista Canal 5 (Organização Victor Costa), atual TV Globo,[carece de fontes?] onde apresentava diariamente o programa Sessão Zás-Trás, sob direção de Délio Santos. Também aos 6 anos estreou como ator infantil em 7 de abril de 1960 no programa A Turma dos Sete da TV Record, apresentado às terças e quintas às 19 horas, fazendo o papel de Bebeco e sob a direção de Armando Rosas. Em 1961, este seria o primeiro programa de televisão a ser apresentado ao vivo em rede com a TV Rio. Em abril de 1964, com o fim de A Turma dos Sete, passou a fazer parte do elenco infantil da TV Excelsior, participando todos os sábados do programa Quem quiser que conte outra, sob a direção de Maria Aparecida Baxter. Em 1970 passou a produzir o programa de TV Infantil Setinho, sob a direção de Durval de Souza, na TV Record. Também atuou como dublador dos sete aos doze anos, fazendo dublagem de filmes estrangeiros nos então estúdios da Gravasom e Ibrasom, dublando todas as séries de Guilherme Tell e Hazel.
Por muitos anos, foi comentarista político do programa Gente que fala, na Rádio Trianon São Paulo, e realizou a apresentação, produção e direção do programa Show das Dez na AllTV  de outubro de 2004 a novembro de 2008. Também participou como comentarista na reedição do programa Aqui Agora do SBT em março de 2008. Em 1976 editou a revista Premier, que durante muito tempo foi vendida em bancas e distribuída em aviões. Em 1982 produziu o espetáculo de teatro O Grande Líder, de Fernando Jorge, no Teatro Márcia de Windsor.
Desde 2006 tem um blog político e uma coluna de variedades no DCI online. Atualmente realiza assessoria de comunicação e escreve para os sites BDI - Bastidores da Informação, onde tem a coluna sobre política e televisão James Akel Comenta, desde 2011, Conexão Jornalismo  e de notícias da televisão TV Foco.
Em 2014 foi autor e diretor da peça de teatro República das Calcinhas, no Teatro Maria Della Costa, atuando no principal papel.(fonte Folha de S.Paulo)
Em 2015 foi autor e diretor da peça de teatro Democracia Sem Vergonha, no Teatro Ruth Escobar, atuando no principal papel. Segundo ele, a ideia era fazer uma peça que "mostrasse os bastidores da política, sem ser partidário".
Em 2023, candidatou-se à cadeira número 8 da Academia Brasileira de Letras. Em entrevista à Folha de S.Paulo, disse não se preocupar com o favoritismo de Mauricio de Sousa ou com as chances do filólogo Ricardo Cavaliere. Polemizou durante a campanha ao declarar que "Gibi não é literatura", também disse que a candidatura de Maurício foi o que o motivou a se candidatar, tendo também criticado a eleição de outras personalidades públicas como Fernanda Montenegro e Gilberto Gil, ao dizer que "A tentativa de revitalização da ABL, por meio de eleição de famosos, não funcionou".

## Obra literária
É autor do livro "Marketing Hoteleiro com Experiências" (Edicon, 2001), que retrata um pouco da história da hotelaria em São Paulo, o marketing que influenciou o desenvolvimento do setor e as reações geradas pelo perfil psicológico do hóspede-cliente em um contexto de resultado mercadológico. Indicado para estudantes do setor de marketing e hotelaria, investidores, hoteleiros e profissionais ligados à área.